# Arteria colateral radial
La arteria colateral radial (otro término “rama anterior de la arteria braquial profunda”) es una arteria que se origina en la arteria profunda del brazo. No presenta ramas.

## Trayecto
Nace en el brazo y discurre bajo el tabique intermuscular lateral del brazo hacia el epicóndilo lateral del húmero, donde se anastomosa con la arteria recurrente radial y la arteria colateral cubital inferior cerca del codo.

## Distribución
Se distribuye hacia los músculos braquiorradial y braquial.

## Imágenes adicionales
|                                                  |
| Sección transversal de la parte media del brazo. |